# Декомпресія (військова справа)
Декомпре́сія — форма психологічної реабілітації військовослужбовців, які перебували в екстремальних (бойових) умовах службово-бойової діяльності, яка складається із комплексу заходів фізичного і психологічного відновлення організму людини та проводиться з метою поступової реадаптації військовослужбовців до звичайних умов життєдіяльності, запобігання розвитку у них психологічних травм.

## Основні елементи
Основні елементи декомпресії:
- психологічне діагностування;
- психоемоційне та психофізіологічне розвантаження, відновлення психологічної безпеки особистості;
- соціальна реадаптація.

Декомпресія є початковим етапом психологічної реабілітації військовослужбовців, які перебували в екстремальних (бойових) умовах службово-бойової діяльності.

## Історія терміна
Виникнення терміна «декомпресія» пов'язане з війною у В'єтнамі. У США після цієї війни смертність колишніх військових через алкоголізм, наркоманію, самогубства, криміналізацію перевищила втрати під час бойових дій. У 25 % учасників бойових дій, які не були поранені або покалічені, згодом загострилися різні психічні та психологічні порушення. А серед інших таких було 42 %. До 100 тисяч ветеранів у різний час вчинили самогубство, а від 35 до 45 тисяч живуть усамітнено.
Спочатку термін «декомпресія» використовувався як процес надання послуг особовому складу, який повертається з театрів бойових дій. У більшості країн НАТО термін «декомпресія» використовується як програма «третього місця розташування». Це спокійне місце для перебування військовиків між перебуванням у зоні ведення бойових дій та відпусткою.
Місце проведення декомпресії залежить від країни. Це може бути військова база, де є контроль за військовослужбовцями та відсутні контакти з іншими людьми. В інших країнах можуть використовуватися готелі курортів.

## Особливості
Тривалість декомпресії складає в основному 3-5 днів. Менша кількість днів не достатня для відновлення військовослужбовців, виконання програми реабілітації. При більшій кількості днів почнуть нудьгувати та шукати дії, які можуть негативно відбитись на їхній поведінці.
Незалежно від того в якій країні проводиться реабілітація, програми дня мають спільні ознаки. День розпочинається із пізнього пробудження та сніданку. Після цього особовий склад залучається до обов'язкових сеансів (занять): сеанс психологічної освіти; психологічне розслаблення; процес усвідомлення набутого життєвого досвіду. Після цих занять надається час на відпочинок, заняття спортом. Після обіду знову обов'язкові заняття та відпочинок. Примусові заняття з фізичної підготовки та групові види спорту не бажані через можливий розвитком рівня агресії.